# Canale Monterano
Canale Monterano – miejscowość i gmina we Włoszech, w regionie Lacjum, w prowincji Rzym.
Według danych na rok 2004 gminę zamieszkiwało 4386 osób, 121,8 os./km².